# Вторая ойрато-маньчжурская война
Вторая ойрато-маньчжурская война — война в 1715—1739 годах между ойратским Джунгарским ханством и маньчжурской империей Цин за гегемонию в степях Восточной Азии.

## Предыстория
Первая ойрато-маньчжурская война 1688—1697 годов едва не привела к гибели ойратского государства. Новый правитель Джунгарского ханства Цэван-Рабдан постарался возродить мощь страны, и ему это удалось: в 1698—1699 годах ойраты нанесли поражение казахам, в 1700 году вновь завоевали Восточный Туркестан, также они установили дружеские связи с откочевавшими на Волгу калмыками.
Тем временем ряд врагов Цэван-Рабдана — бывших сподвижников его дяди Галдан-Бошогту — нашел убежище у хошутских правителей района Кукунора.
Но с хошутами отношения у Цэван-Рабдана сложились хорошо: дочь Цэван-Рабдана стала женой Лхавзан-хана (хошутского правителя Тибета).
Укрепив свою власть, Цэван-Рабдан стал требовать от Цинской империи возвращения территорий, ранее принадлежавших Джунгарскому ханству.
Предвидя неизбежность войны с Джунгарией и отдавая себе отчет в трудностях ведения операций в таком отдалённом крае, где полностью отсутствовали какие-либо местные базы снабжения войск, цинское правительство стало искать союзников. Первой попыткой этого рода было посольство сановника Тулишэня, командированного в 1712 году на Волгу к калмыцкому хану Аюке (китайское посольство достигло ставки Аюки-хана спустя два года), однако оно не увенчалось успехом, так как и российский Правительствующий сенат не советовал Аюке воевать с джунгарами, и сам он не был расположен этого делать.

## Хами, Тибет, Кукунор
В 1715 году цинский император Канси обратился к киргизским и казахским предводителям, не имевшим до этого контактов с Цинским Китаем, с предложением «покарать» джунгарского хунтайджи. Откликнувшись на просьбу цинского императора, киргизы и казахи активизировались в Восточном Туркестане, однако джунгарам удалось выстоять в этих столкновениях.
В этом же году ойраты овладели Хами — важным стратегическим пунктом на пути в Цинскую империю, а в конце 1716 года — Тибетом. В то время Тибет практически полностью перешёл под влияние цинского императора Канси. Цэван-Рабдан смотрел на это отрицательно. Моральное влияние Тибета в Монголии было настолько велико, что Цэван-Рабдан не мог смириться, видя, как тот переходит под власть Цинов. Он решил восстановить в Тибете влияние Джунгарского ханства. Воспользовавшись не прекращавшимися в Тибете и Кукуноре смутами и междоусобицами, Цэван-Рабдан направил к Лхасе войска под командованием Цэрэн-Дондоба-старшего, которые взяли город в конце 1717 года.
Перед Цинской империей замаячил призрак возрождения державы Чингисхана. Маньчжуры не могли допустить, чтобы центр тибетского буддизма находился под контролем их злейшего врага. Первый поход цинских войск в Тибет был плохо подготовлен, и в районе Нагчу маньчжуро-китайская армия потерпела поражение.
В 1720 году в Тибет двинулись цинские войска одновременно из Кукунора и Сычуани, им удалось разбить ойратов и отбить у них Лхасу. Тибетские союзники ойратов были казнены, а союзники Цин образовали временную столичную администрацию во главе с маньчжурским военачальником Яньсинем. Вернув к власти бывших сторонников Лхавзан-хана, цинское правительство поспешило вывести войска из Тибета, оставив лишь гарнизон в Лхасе и небольшие гарнизоны для охраны дороги из Лхасы в провинцию Сычуань.
В 1720 году цинские войска заняли Хами и Турфан. В связи с тем, что джунгарские войска не располагали артиллерией, они предпочитали сражаться в открытом поле; цинские же, наоборот, предпочитали вести бой на укреплённых позициях, поэтому война перешла в затяжную стадию. Мирные переговоры были невозможны из-за непримиримости позиций сторон: Цэван Рабдан настаивал, чтобы маньчжуры оставили Хами, Турфан и Халху. Вскоре Цэван-Рабдан возобновил боевые действия, вернув Турфан и Хами.
В конце 1722 года скончался маньчжурский император Сюанье, правивший под девизом «Канси», и в боевых действиях наступило вынужденное перемирие: цинские войска не пытались двигаться вперёд, а ойратские — не пытались штурмовать их позиции.

## Ни мира, ни войны
В 1720 году ойратский правитель решил обратиться за помощью к России. Переговоры, однако, изобиловали ложными утверждениями и недопониманиями. Так, в разговоре с российским сотником Чередовым Цэван-Рабдан сослался на якобы проведённое в начале XVII века размежевание российско-джунгарских земель по линии река Омь — Чёрный мыс (на Оби). Российские же власти поняли джунгарское обращение как желание перейти в российское подданство, наподобие того, как это сделал калмыцкий хан Аюка. В 1721 году в Санкт-Петербург прибыл джунгарский посол Борокурган, который в сентябре был принят Петром I.
После смерти маньчжурского императора ойратская позиция по отношению к России резко изменилась: джунгарские правители решили, что война фактически окончена. В 1724 году к Петру I прибыл новый джунгарский посол — Доржи, но переговоры на этот раз свелись лишь к подтверждению существующих дружеских отношений между двумя державами. В связи с тем, что цинские войска прекратили давление на Джунгарию, ойраты перешли к военным операциям против казахов.
В 1727 году умер джунгарский правитель Цэван-Рабдан. После этого в ойратской ставке началась борьба за власть между враждующими группировками, в результате которой новым правителем стал Галдан-Цэрэн.

## Возобновление боевых действий
В 1729 году цинский император Айсиньгёро Иньчжэнь, правивший под девизом «Юнчжэн», принял решение о возобновлении войны с ойратами. То, что новое столкновение неизбежно, понимали обе стороны, и заранее готовились к нему, как накапливая войска, так и пытаясь найти союзников — в основном, пытаясь склонить к участию в боевых действиях на своей стороне Россию, или хотя бы принявших её подданство калмыков.
В 1730 году цинские войска были разбиты ойратами у озера Баркуль, а в 1731 — на Алтае. Однако в 1732 году цинская армия построила на джунгарской границе в урочище Модон-Цаган-куль мощную крепость, которая послужила базой для её дальнейших операций. 23 августа 1732 года 30-тысячная ойратская армия под руководством Цэрэн Дондоба-младшего выступила в поход на восток по направлению к Толе и Керулену, и 26 августа разбила 22-тысячную группировку противника у горы Модон-хотон. Ойраты дошли до резиденции главы ламаистской церкви в Халхе — монастыря Эрдэни-Дзу, однако были там разгромлены цинскими войсками в решающем сражении. В 1733—1734 годах Цины перешли в наступление, но не добились каких-либо успехов.

## Заключение мира
Поражение ойратских войск в Халхе и неудачи Цинов в наступлениях показали, что решить конфликт силой оружия невозможно: ни одна из сторон не могла нанести решающего поражения другой. Единственным выходом из образовавшегося тупика были переговоры, которые тянулись долго и протекали негладко. Камнем преткновения стал вопрос о границах: Галдан-Цэрэн требовал вернуть Джунгарии земли к востоку от Алтая до Хангайских гор и верховьев Енисея, но Пекин и особенно халхаские ханы и князья на это не соглашались. Халхаские правители выдвинули требование установить границу Халхи и Джунгарского ханства по линии Алтайских гор и реке Иртыш, отделив их владения «ничейной» полосой земли. Правитель Джунгарии решительно отклонил эти требования.
Переговоры, начатые при жизни Айсиньгёро Иньчжэня, завершились лишь в 1739 году, уже при его преемнике — Айсиньгёро Хунли (правившем под девизом «Цяньлун»). Обе стороны должны были пойти на уступки и в конечном счете согласились считать границей Алтайские горы и озеро Убсу-Нур.  В итоге Цины пошли на территориальные уступки, Джунгарскому ханству была возвращена значительная часть ранее потерянных территорий к востоку от Монгольского Алтая. Мирным договором предусматривалось возобновление взаимной торговли, а также свободного передвижения паломников в Тибет и из Тибета.